# Perkūno namas
Perkūno namas (Perkūnův dům) je budova v historickém centru Kaunasu. Jedná se o zděnou, cihlovou, gotickou památku z 15. století dodnes dochovanou v relativně původní podobě. Dům byl pojmenován podle litevského boha z polyteistického náboženství Romuva Perkunase, ač byl vybudován po christianizaci Litvy (1387). Dům je od roku 1992 kulturní památkou Litvy.

## Historie
Dům byl původně větší, ale jeho část byla zbořena v 18. století. Podle Gizevičiuse se na střeše nacházela socha boha Perkunase, která byla později odstraněna. Není znám původní účel domu. Legenda vypráví, že na stěně byla nalezena socha Perkunase, že zde plál věčný oheň. Podle sbírky nálezů se předpokládá, že se jednalo o obchodní sídlo.
Prvním známým majitelem domu byl S. Dulkė z roku 1564. Předpokládá se, že se v tomto domě roku 1609 narodil litevský Jezuita, historik a teolog Albertas Kojalavičius-Vijūkas. Roku 1643 dům prodal Jonui Lackiui Jezuitům, kteří následně ve druhém patře postavili kapli. V 19. století byl přestavěn na byty pro pravoslavné duchovenstvo a roku 1928 byl předán Jezuitům, kteří zde zřídili školu. V roce 1965 byla zahájena rekonstrukce domu. V roce 1991 byl vrácen jezuitům a patří Kaunasské jezuitské střední škole.

## Galerie
- Boční pohled.
- Poštovní známka s domem.
- Horní patra.